# Cinclidium polare
Cinclidium polare là một loài Rêu trong họ Mniaceae. Loài này được (Kindb.) Bryhn mô tả khoa học đầu tiên năm 1907.